# Vorderlahnerkopf
Il Vorderlahnerkopf  è la seconda montagna più alta delle Alpi del Chiemgau. Si trova tra Ruhpolding e Unken, al confine tra Germania e Austria e la sua altezza è di 1 907 metri.

## Geografia
Il Vorderlahnerkopf sorge sul confine tra Germania e Austria, che separa lo stato della Baviera con il distretto di Traunstein dallo stato austriaco di Salisburgo con il distretto di Zell am See (Pinzgau). La montagna si trova 9,6 chilometri a sud-sudest di Ruhpolding e 10,4 chilometri a sud-sudovest di Inzell, 3,5 chilometri a nord-est dell'Unkener Heutal e 5,1 chilometri a nord-ovest della valle del Saalach. Insieme all'Hirscheck (1 882 m) a est e al Reifelberg (o Hinterlahnerkopf - 1 883 m) e al Fischbachkopf (1 964 m) a ovest, il Vorderlahnerkopf forma il massiccio del Reifelberge. Questa a sua volta appartiene alla catena montuosa del Sonntagshorn (1 961 m), la cui cima si trova nel prolungamento orientale dell'Hirscheck e può essere raggiunta attraverso la sua cresta occidentale, dopo aver attraversato il valico sopra il Mittlerer Kraxenbach (1 699 m).
Dalla cima del Vorderlahnerkopf, una lunga cresta si estende verso nord, nota come Vordere Kraxenbachschneid. Questa cresta, lunga 2 chilometri, separa la valle del Vorderer Kraxenbach a ovest da quella del Mittlerer Kraxenbach a est. Termina a 1 040 metri sul livello del mare, appena a sud del torrente Danzingbach.
Il Vorderlahnerkopf presenta due versanti molto diversi: un versante meridionale relativamente semplice e dolce, con prati e pini mughi, che segue la pendenza generale degli strati, e un versante settentrionale molto accidentato e roccioso, in particolare il fianco nord-orientale, che scende molto ripidamente ed è esposto verso la Grosser Sand.
La montagna, contrassegnata da una croce di vetta, offre una splendida vista sui vicini Sonntagshorn e il Reifelberg. Il suo panorama si estende dall'Hoher Göll, al massiccio del Watzmann, alla Reiter Alm, ai Leoganger Steinberge, ai Loferer Steinberge, ai Monti del Kaiser, alle Alpi del Chiemgau e al lago Chiemsee. Con il bel tempo, si possono vedere gli Alti Tauri e persino l'Olperer.

## Accesso
L'accesso più semplice al Vorderlahnerkopf è da Heutal (parcheggio Heutal - 970 m) attraverso la Hochalm (1 450 m) sul versante meridionale. La salita da nord (punto di partenza: Schwarzachenalm -760 m) attraverso la valle Mittlerer Kraxenbach e il Großer Sand è soggetta a caduta massi e richiede un po' di arrampicata nelle tacche (livello di difficoltà II). Occasionalmente, la montagna viene scalata anche come deviazione dal Sonntagshorn. Un'altra alternativa è la traversata dell'intera cresta del Reifelberg, con una discesa dal Fischbachkopf all'Adlerkopf (1 338 m).

## Geologia
La cima del Vorderlahnerkopf è costituita da Plattenkalk del Norico superiore, che si inclina di circa 45° verso sud. Nello strato sottostante del Plattenkalk si trova la Dolomia Centrale del Norico, che inizia sulla cresta nord già 200 metri a nord della cima e può poi essere seguita lungo l'intera cresta nord. Questi sedimenti triassici appartengono all'Arco Tirolese e formano parte della falda Staufen-Höllengebirge del Tirolese. L'intaglio verso l'Hirscheck con il canalone sottostante rappresenta una faglia che si estende da nord-est a nord-nord-est. Le masse di detriti della Großer Sand risalgono probabilmente all'Olocene e oltre, e alla glaciazione del Würm. Le masse di detriti, lunghe fino a 500 metri, provengono principalmente dall'Hirscheck, dal Vorderlahnerkopf e dal Vordere Kraxenbachschneid, ma in parte anche dal fianco nord-occidentale del Sonntagshorn.

## Ecologia
Dal 1955, il versante settentrionale tedesco del Vorderlahnerkopf si trova all'interno della riserva naturale delle Alpi del Chiemgau orientale, che si estende per quasi 100 chilometri quadrati e funge anche da riserva ornitologica. Si trova inoltre nella foresta di Zell, nel comune di Ruhpolding. Il versante meridionale appartiene alla foresta di Saal , più precisamente, con una superficie di 296,4 ettari, al numero civico 65 (Hirscheck e Kothleiten ), nel distretto di Unken del comune catastale di Gföll .
La Große Sand ai piedi del Vorderlahnerkopf è stata designata dall'Ufficio statale bavarese per l'ambiente (LfU) come geotopo di 182 000 metri quadrati con il numero 189R037. 